# 27 août 1937
Le vendredi 27 août 1937 est le 239e jour de l'année 1937.

## Naissances
- Vladimir Ionessian (mort le 31 janvier 1964), tueur en série russe
- Jean-Claude Bireau (mort le 28 mars 1993), homme politique français
- Alice Coltrane (morte le 12 janvier 2007), harpiste, pianiste, organiste, compositrice de jazz américaine
- J. D. Crowe, banjoïste américain
- Phil Shulman, musicien multi-instrumentiste écossais
- Jay Silvester, athlète américain

## Décès
- Andrew Mellon (né le 24 mars 1855), banquier américain
- Lionel Walter Rothschild (né le 8 février 1868), baron de Rothschild
- John Russell Pope (né le 14 avril 1874), architecte américain

## Autres événements
- Messali Hadj est arrêté et emprisonné à Maison-Carrée.